# Ludwig David Jacoby
Ludwig David Jacoby (* 23. Mai 1769 in Berlin; † 11. September 1848 ebenda) war ein deutscher Kunsthändler und Verleger.

## Leben
Jacoby war nach eigenen Angaben seit 1788 im Kunsthandel tätig, handelte vorrangig mit Druckwerken, verlegte selbst und besaß eine umfangreiche Sammlung von italienischen Ölgemälden der alten Schule und der altdeutschen, niederländischen und französischen Schule. 1803 bot er „seine auf Reisen zusammengebrachte Sammlung“ dem König Friedrich Wilhelm III. an. Das fand aber, ebenso wie ein weiteres Angebot von 1816, kein Interesse. Seine Kunsthandlung befand sich erst in der Spandauer Straße 23 und spätestens ab 1812 bis 1839 Unter den Linden 35, im Nachbarhaus seines Konkurrenten Gaspare Weiß. 1814 war er Mitbegründer des Berliner Kunstvereins, zusammen mit Hirt, Schadow, Uhden und Weiß, und veranstaltete eine Ausstellung.
Nach dem Tod seines Sohnes 1819 kündete er dem Kultusministerium die Auflösung seines Warenlagers an und bot Kunstgegenstände zum Ankauf an. 1820 erschien in seinem Verlag die berühmte „Lindenrolle“, auf der alle Gebäude vom Schloss bis zum Pariser Platz dargestellt sind. 1831 erhielt er die staatliche Genehmigung zur öffentlichen Ausspielung von 400 Gemälden, sowie von Kupferstichen und Lithografien. Bis wann sein Kunsthandel existierte, ist nicht bekannt.

## Herausgegebene Werke
- Chodowiecki's Werke, oder, Verzeichniss sämtlicher Kupferstiche, welche der verstorbene Herr Daniel Chodowiecki, Direktor der Königl. Preuss. Academie der Künste, von 1758 bis 1800 verfertigt, und nach der Zeitfolge geordnet hat. Berlin 1808 (Digitalisat).
- Schmidt's Werke, oder, Beschreibendes Verzeichniss sämtlicher Kupferstiche und Radirungen welche der berühmte Künstler George Friedrich Schmidt, Königl Preuss. Hofkupferstecher, Mitglied der Königl. Academien zu Berlin, Paris, und der Kaiserlichen zu St. Petersburg von anno 1729 bis zu seinem Tode 1775 verfertigt hat. Berlin 1815 (Digitalisat).
- Verzeichniss der Gemälde-Sammlung von B. D. Jacoby Kunsthändler in Berlin. Berlin 1825 (Volltext in der Google-Buchsuche).